# Anaspis mancinii
Anaspis mancinii là một loài bọ cánh cứng trong họ Scraptiidae. Loài này được Franciscolo miêu tả khoa học năm 1942.